# یوسف منیر
یوسف مُنَیِّر نویسنده و تحلیلگر سیاسی فلسطینی - آمریکایی مقیم واشینگتن، دی سی، ایالات متحده است. او مدیر اجرایی کمپین ایالات متحده برای حقوق فلسطینیان بود. او پیش از این، صندوق اورشلیم برای آموزش و توسعه جامعه و برنامه آموزشی در فلسطینو همچنین یک تحلیلگر سیاست در کمیته ضد تبعیض آمریکایی-عربی بود.

## سنین جوانی و تحصیل
منیّر در شهر لد، اسرائیل به دنیا آمد، اما بیشتر دوران اولیه زندگی خود را در نیوجرسی گذراند. منیّر دارای مدرک دکترای دولت و سیاست از دانشگاه مریلند است. او همچنین دارای مدرک کارشناسی در علوم سیاسی و تاریخ از دانشگاه ماساچوست آمهرست، و کارشناسی ارشد در دولت و سیاست از دانشگاه مریلند است. علایق پژوهشی دانشگاهی او شامل سرکوب سیاسی و تلاقی سیاست خارجی و آزادی‌های مدنی است.
منیر یکی از مدافعان برجسته حقوق فلسطین بوده‌است و آثارش به‌طور گسترده در مورد مسائل مربوط به فلسطین، اسرائیل، خاورمیانه و همچنین آزادی‌های مدنی آمریکایی‌های عرب و مسلمان منتشر می‌شود. نوشته‌های او در همه روزنامه‌های بزرگ شهری در ایالات متحده و در مجلدات ویرایش شده منتشر شده‌است، و او در برنامه‌های تلویزیونی و رادیویی ملی و بین‌المللی متعددی برای بحث در مورد خاورمیانه و فلسطین ظاهر شده‌است. او در تعدادی از پنل‌های سیاست گذاری سخنرانی کرده‌است و اغلب برای سخنرانی در مورد خاورمیانه و اسرائیل و فلسطین در دانشگاه‌ها و کالج‌ها دعوت می‌شود.
در گزارش سال ۲۰۱۵ عرب بیزینس، او در فهرست «۱۰۰ قدرتمندترین فرد عرب زیر ۴۰ سال» در رتبه ۱۶ ظاهر شد.

## مصاحبه فاکس نیوز
در ژوئیه ۲۰۱۴، در خلال جنگ ۲۰۱۴ بین اسرائیل و حماس، از منیّر حین بخشی از برنامهٔ شبکه فاکس نیوز، توسط شان هنتی مجری برنامه از پرسیده شد که آیا او حماس را یک سازمان تروریستی می‌داند یا خیر. وقتی منیّر دوپهلو صحبت کرد، بحث بین این دو بالا گرفت و  هنتی از منیّر پرسید که «چه چیزی نمی‌تواند از کلّه بزرگ[او] عبور کند؟».

## زندگی شخصی
او با یک فلسطینی اهل نابلس در کرانه باختری اشغالی ازدواج کرده‌است. آنها زمانی که در ماساچوست، در کالج‌های نزدیک به یکدیگر، تحصیل می‌کردند، با یکدیگر آشنا شدند. آن‌ها خارج از واشینگتن زندگی می‌کنند.